# Piero Pastore
Piero Pastore (eigentlich Pietro Mario Pastore; * 3. April 1903 in Padua; † 8. Januar 1968 in Rom) war ein italienischer Fußballspieler und Schauspieler.

## Leben
Pastore begann das Fußballspiel mit neun Jahren bei Aurora di Padova und wechselte 1914 zu Calcio Padova, wo er nach dem Ersten Weltkrieg in der ersten Mannschaft als linker Mittelläufer eingesetzt wurde. 1923 wechselte der Stürmer zu Juventus Turin; nach vier Spielzeiten, in welche Zeit auch der Gewinn der Meisterschaft 1925/26 unter Jenő Károly fiel, weiter zur AC Mailand. Dort spielte er auch in der Saison 1931/32, danach und zuvor jeweils zwei Jahre bei Lazio Rom. Bei der AC Perugia in der Serie B und schließlich bis 1936 bei der AS Rom ließ er seine sportliche aktive Karriere ausklingen, die Pastore auch bei zwei Einsätzen für Italiens B-Nationalmannschaft sowie als Teilnehmer der Olympischen Spiele in Amsterdam 1928 sah. Nur kurz versuchte Pastore sich als Trainer; 1941/42 bei der Auswahlmannschaft der Römer Feuerwehr (Vigili del Fuoco) und später bei Tivoli Calcio.
Durch seine Bekanntschaft mit dem Schauspieler Rudolph Valentino war Pastore bereits 1929 zu zwei Auftritten in Stummfilmen gekommen; er blieb an der Schauspielerei interessiert und wirkte 1933 an prominenter Stelle an dem von Benito Mussolini veranlassten und durch den Drehbuchautoren Mario Soldati, mit dem Pastore ebenfalls bekannt war, geschriebenen Film Acciaio mit. Somit bereits während der letzten Spielzeiten als Fußballer hin und wieder als Filmdarsteller aktiv, machte der große, schlanke und erwartungsgemäß sportliche Pastore die Schauspielerei dann zu seinem Hauptberuf und wurde als Charakter- und Nebendarsteller in zweiter und dritter Reihe, manchmal auch nur in Kleinstrollen, für annähernd 130 Filme engagiert. Er blieb bis zu seinem Tode aktiv.

## Erfolge

### Im Verein
- Italienische Meisterschaft: 1925/26
- Bronzemedaille bei den Olympischen Sommerspielen: 1928

## Filmografie (Auswahl)
- 1929: Ragazze non scherzate
- 1933: Arbeit macht glücklich (Acciaio)
- 1942: Il fanciullo del West
- 1957: Io, Caterina
- 1960: Die Rache des Herkules (La vendetta di Ercole)
- 1962: Sklaven der Semiramis (Io, Semiramide)
- 1964: Ursus und die Sklavin des Teufels (Ursus il terrore dei Kirghisi)
- 1966: Orion-3000 – Raumfahrt des Grauens (Il pianeta errante)
- 1967: Dämonen aus dem All (La morte viene dal pianeta Aydin) (nur Credit)